# Liste der Bodendenkmale in Neuhausen/Erzgeb.
In der Liste der Bodendenkmale in Neuhausen/Erzgeb. sind die Bodendenkmale der Gemeinde Neuhausen/Erzgeb. und ihrer Ortsteile nach dem Stand der Auflistung von Volkmar Geupel aus dem Jahr 1983 aufgelistet. Eventuelle Änderungen und Ergänzungen, insbesondere aus der Zeit nach der Wende, sind nicht berücksichtigt, da für Sachsen aktuell keine neueren allgemein zugänglichen Bodendenkmallisten vorliegen. Die Baudenkmale sind in der Liste der Kulturdenkmale in Neuhausen/Erzgeb. aufgeführt.
| Denkmal-ID | Fundart            | Ortsteil  | Bezeichnung                        | Zeitstellung | Lage                                                        | Bemerkungen | Bild |
| ---------- | ------------------ | --------- | ---------------------------------- | ------------ | ----------------------------------------------------------- | --- | ---- |
| ?          | Befestigung > Burg | Neuhausen | Wehranlage „Schloss Purschenstein“ | Mittelalter  | westlich des Orts, Bergsporn über der Flöha                 | Höhenburg in Spornlage, durch Renaissance-Schloss und Park überbaut und verändert, ursprünglich wohl drei Areale, Grabenreste im Nordwesten, Westen und Südosten, Außenwall im Nordwesten und Westen, Schutz seit 25. November 1968 |      |
| ?          | Altweg             | Neuhausen | Fernweg                            | Mittelalter  | südlich des Orts, westlich der Straße nach Deutscheinsiedel | bis zu 200 m lange, teils parallel verlaufende Teilstücke des alten böhmischen Steigs von Leisnig über Sayda und Most nach Prag, Schutz seit 12. Juni 1980                                                                          |      |